# Qualité de vie au travail
Qualité de vie au travail (QVT) désigne et regroupe sous un même intitulé les actions qui permettent de concilier à la fois l’amélioration des conditions de travail pour les salariés et la performance globale des entreprises. Elle porte notamment sur la problématique de l'équilibre entre la vie privée et la vie professionnelle.

## Les origines et les fondements
Certains auteurs situent les origines des approches en termes de « qualité de vie au travail » (QVT) dans les années cinquante, avec des travaux menés au Tavistock Institute of London. Les chercheurs, Fred Emery et Éric Trist,, auraient dégagé ce concept pour le distinguer des formes classiques de l’organisation du travail issues du néotaylorisme américain.
L’INRS considère cependant que la notion de qualité de vie au travail (QVT) en tant que telle est apparue au début des années soixante-dix dans les pays anglo-saxons. Pour cet institut, la notion «renvoie aux conditions et aux caractéristiques du travail qui contribuent à la motivation, la performance et la satisfaction au travail, sans qu’une définition consensuelle se dégage».
Ses principes reposent sur le présupposé que l’amélioration de la qualité de la production doit aller de pair avec l’amélioration des conditions de travail.
L'Agence nationale pour l'amélioration des conditions de travail (ANACT) a lancé dans les années 2000 un événement national : la « semaine pour la qualité de vie au travail (SQVT) ».
En 2010, le rapport Lachmann, Larose et Penicaud sur « Le bien-être et la santé au travail » amène le débat social sur une notion proche. Il s’agit d’envisager le travail comme une ressource psychosociale à actionner de manière proactive plutôt que comme une source de souffrance dont il s’agit de modérer les effets.
Il faut toutefois attendre l’Accord National Interprofessionnel (ANI) du 19 juin 2013 sur l’ « Amélioration de la qualité de vie au travail et l’égalité professionnelle » pour que la QVT émerge dans les organisations comme une notion construite et un objectif social reconnu institutionnellement.

### Définition selon l’accord national interprofessionnel
l’ANI du 19 juin 2013 définit la qualité de vie au travail « […] comme un sentiment de bien-être au travail perçu collectivement et individuellement qui englobe l’ambiance, la culture de l’entreprise, l’intérêt du travail, les conditions de travail, le sentiment d’implication, le degré d’autonomie et de responsabilisation, l’égalité, un droit à l’erreur accordé à chacun, une reconnaissance et une valorisation du travail effectué.
Selon Althaus et al. Si le bien-être au travail part du ressenti des salariés pour remonter aux conditions d’exercice du travail, la QVT parcourt le chemin inverse, allant des conditions d’exercices au ressenti .

## La consolidation par les négociations paritaires et la loi
Depuis l’ANI de 2013, la QVT, comme notion et comme démarche projet, se déploie dans le cadre réglementaire et dans les entreprises.
La Loi « travail » dite loi Rebsamen le 18 août 2015, renforcée par la loi El Khomri, a transposé juridiquement un certain nombre des recommandations de l’ANI. Elle a instauré en particulier une « négociation annuelle obligatoire » (NAO) sur les principales thématiques de la QVT ainsi que sur l’égalité homme-femme.
Depuis 2015, la Loi Touraine, puis le Plan National Santé au Travail (PNST 3, 2016-2020, et le suivant en préparation), différents accords de Branche (dont celui de la Fonction Publique en 2015, non signé à ce jour), différentes directives ministérielles, complètent le dispositif réglementaire.
Dès 2014 également, le référentiel de certification du secteur de la santé, sous l’égide de la Haute Autorité de Santé HAS, a inclus dans ses mentions obligatoires la nécessité d’une démarche QVT organisée dans l’établissement. Cette exigence a été renforcée dans le référentiel 2018, et elle sera détaillée dans le prochain référentiel 2021.
Pour les hôpitaux se déploie depuis 2016 ce que l’on a appelé la « stratégie Touraine » pour la QVT. La notion de « qualité de vie au travail » est mise en avant dans ce secteur pour penser les marges de manœuvre et permettre une progression des conditions de travail sur les questions du travail et donc de la qualité des soins, ce qui tranche avec des visions où le travail est surtout perçu comme un risque. Sous le titre « prendre soin de ceux qui nous soignent », se met en place un dispositif destiné à soutenir les efforts des établissements en matière de QVT (médiateur spécialisé, ARACT, Observatoire de la QVT en Santé…). Pour cet observatoire, la QVT, c’est « une façon de réinvestir la question du travail et de ses transformations, dans ce sens elle est une démarche ambitieuse. C’est une démarche qui permet de « penser le contenu du travail » lors des phases de conception, de mise en œuvre et d’évaluation des projets techniques ou organisationnels ».
En 2020, un nouvel ANI signé le 9 décembre, prend pour nouveau centre d’intérêt la qualité de vie au travail qui «permet de dépasser l’approche par le risque professionnel en posant un regard plus large sur le travail et des conditions de réalisation ». Selon cet accord, « la notion de QVT présente de multiples dimensions : les conditions de travail, l’environnement et les relations de travail, la conciliation des temps de vie privée et professionnelle, les conditions d’accès à la mobilité, la reconnaissance du travail, le climat social, l’égalité professionnelle, etc. Autant de registres sur lesquels l’entreprise, pour ce qui la concerne, peut instaurer de bonnes conditions de travail, un climat de confiance, un environnement et une atmosphère propices à l’échange, au partage et au bien-être au sein de l’entreprise ». Une loi promulguée en août prolonge cet accord. Le périmètre est élargi à la prévention de la désinsertion professionnelle, considérée comme une voie de prévention sur le long terme.

### Périmètre en 2020
Des suites de l’accord et de la nouvelle loi, on peut considérer que le vocable de qualité de vie au travail permet actuellement en France, de :
- définir un peu différemment le champ de la prévention des risques professionnels : « la logique de la prévention primaire poursuit l’objectif de s’attaquer en amont aux causes profondes de ces risques avant qu’ils ne produisent leurs effets », c’est vrai notamment pour les risques psychosociaux… ;
- réaffirmer la responsabilité de l’employeur, incité à « développer des actions de prévention » qui sont censées servir également la performance de l’entreprise, entendue dans un sens élargi ;
- accompagner l’employeur dans l’élaboration du document unique d’évaluation des risques qui demeure un pilier du déroulement de la démarche de prévention en France ;
- prévenir la désinsertion professionnelle (PDP), notamment par le lien entre santé publique et médecine du travail.

Politique en 2021
Ainsi, dans le prolongement de la loi de 2020, des accords ont été signés tels que celui du groupe BPCE et celui de la polyclinique du parc. Le but étant de "Faire de la qualité de vie au travail un enjeu et une responsabilité collective", en passant par une modification du règlement intérieur et des conventions collectives. Dans ces accords, on retrouve des axes stratégiques courants, notamment l'accueil des nouveaux arrivants, la flexibilisation des méthodes de travail et l'évaluation des risques professionnels.

## Liens entre qualité de vie et qualité de vie au travail
Loscocco, K. A., & Roschelle estiment dès 1991 qu’il importe de considérer les influences des autres sphères de vie pour juger de la qualité de vie au travail. Ces auteurs envisagent trois cas de figure possibles :
- Le débordement : la satisfaction dans le travail s’étend aux autres domaines et inversement.
- La compensation : les activités extra-professionnelles compensent les expériences négatives liées au travail et inversement.
- La segmentation : les domaines du travail et extra-professionnel sont séparés et ne s’influencent pas mutuellement.

## Les thèmes de la QVT

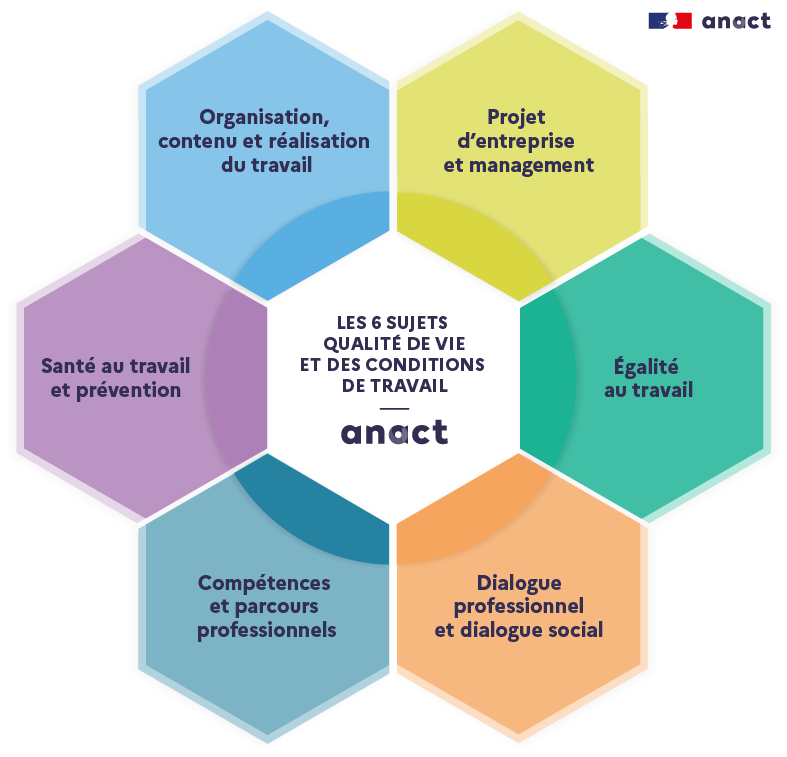
Les 6 sujets de la QVCT

Pour améliorer durablement la qualité de vie et des conditions de travail, l’entreprise doit travailler collectivement 6 grands sujets :
- Le projet d’entreprise et le management du travail
- L’égalité au travail
- Le dialogue professionnel et le dialogue social
- Les compétences et les parcours professionnels
- La santé au travail
- L’organisation du travail, son contenu et ses conditions de réalisation

## Outils qui facilitent la qualité de vie au travail
- Les outils et méthodes de l'Agence nationale pour l'amélioration des conditions de travail (Anact)